# N.I.A.
N.I.A., afkorting van Nacht in Amsterdam, is een lied van de Dominicaans-Nederlandse rapper OCS in samenwerking met de Nederlandse rapper Sevn Alias. Het stond in 2021 als negende track op het album Scofield van OCS.

## Achtergrond
N.I.A. is geschreven door Anita McCloud, Edmund Clement, OCS en Sevaio Mook en geproduceerd door Oathmademedoit. Het is een nummer dat past in het genre nederhop. In het lied rappen en zingen de artiesten over een nacht die ze met een vrouw hebben doorgebracht in Amsterdam. De liedverteller wil de vrouw nogmaals zien en vertelt wat hij voor haar over heeft. Het is de eerste en anno 2023 de enige hit die de twee artiesten met elkaar samen hebben gehad.

## Hitnoteringen
Ondanks dat het lied niet als single was uitgebracht, hadden de artiesten toch bescheiden succes met het lied in Nederland. Het stond op de 67e plaats van de Single Top 100 in de enige week dat het in deze hitlijst te vinden was. De Top 40 en haar Tipparade werden niet bereikt.